# 우엘바도
우엘바 주(스페인어: Provincia de Huelva)는 스페인 남부 안달루시아 지방에 있는 주이다. 주도는 우엘바이다. 바다호스 주, 세비야 주, 카디스 주, 대서양과 인접해 있으며 포르투갈과 국경을 맞대고 있다. 인구는 483,792명(2005년 기준)이며 면적은 10,148km2이다. 79개의 자치시로 구성되어 있다.